# Ulrich Ludwig Hans von Brockdorff
Ulrich Ludwig Hans baron von Brockdorff (født 10. oktober 1806, død 8. oktober 1875 på Annettenhöhe ved Slesvig by) var en holstensk adelsmand i tjeneste som dansk diplomat.
Han var søn af landråd C.U.H. baron von Brockdorff til Kletkamp (død 1845) og Anna Mathilde f. Lowzow (død 1854). Han trådte 1833 i det danske diplomatis tjeneste, idet han ansattes som attaché ved gesandtskabet i London. 2 år senere forflyttedes han i samme egenskab til Paris, hvor han 1836 udnævntes til legationssekretær. Brockdorff ombyttede 1841 Paris med London, indtil han 1845 vendte tilbage til det franske hof som chargé d'affaires. Fra efteråret 1847 til efteråret 1848 beklædte han hos den nederlandske regering i Haag den tilsvarende stilling, efter hvis fratrædelse han gik i en overordentlig sendelse til Madrid. Brockdorff valgtes 1854 af det slesvigske ridderskab til medlem af den slesvigske stænderforsamling, og han var blandt de 20 rigsråder, som kongen efter Fællesforfatningen af 26. juli 1854 udnævnte, ligesom han også havde sæde blandt de kongevalgte i Rigsrådet efter Fællesforfatningen af 2. oktober 1855. Han udtrådte af dette 1859 og havde 3 år tidligere nedlagt sit mandat som stænderdeputeret. Brockdorff var imidlertid, da kammerherre Rudolph Bielke blev syg, i maj 1854 blevet konstitueret som gesandt i overordentlig mission ved hoffet i Berlin. Efter Bielkes død blev han virkelig gesandt i august 1855, hvilken stilling han beklædte i 5 år. Som diplomat sympatiserede han med ministeriet Ørsted-Bluhmes politik og følte sig følgelig aldeles ikke tiltalt af ministeriet Halls politik; alligevel forblev han på sin yderst vanskelige post under de følgende års indviklede diplomatiske forhandlinger. Han var imidlertid ikke blot ifølge sit standpunkt ude af stand til at føre et forsvar for sin regerings politik over for de stigende slesvig-holstenske krav med fornøden styrke, men hans diplomatiske evner slog heller ingenlunde til over for den vanskelige opgave, der var stillet ham. Endelig fjernede regeringen ham i august 1860 fra posten i Berlin og udnævnte ham til gesandt ved hofferne i Madrid og Lissabon. I maj 1863 trak Brockdorff sig tilbage til privatlivet. Han var 1845 blevet udnævnt til kammerherre og 1858 dekoreret med Dannebrogordenens Kommandørkors; han var provst for Johannesklosteret i Slesvig.
Han havde 16. juni 1854 ægtet Cæcilie C.L.C. Cabrun. 8. oktober 1875 døde han på sin ejendom Annettenhöhe ved byen Slesvig.